# Lijst van voetbalinterlands Brazilië - India (vrouwen)
Deze lijst van voetbalinterlands is een overzicht van alle officiële voetbalinterlands tussen de nationale vrouwenteams van Brazilië en India. De landen hebben tot nu toe één keer tegen elkaar gespeeld.

## Wedstrijden
| № | Plaats | Datum            | Competitie                                     | Wedstrijd        | Uitslag |
| - | ------ | ---------------- | ---------------------------------------------- | ---------------- | ------- |
| 1 | Manaus | 25 november 2021 | International Women's Football Tournament 2021 | Brazilië − India | 6 − 1   |

## Samenvatting
| Competitie                                | Totaal gespeeld | Winst Brazilië | Gelijk | Winst India | Doelsaldo Brazilië – India |
| ----------------------------------------- | --------------- | -------------- | ------ | ----------- | -------------------------- |
| International Women's Football Tournament | 1               | 1              | 0      | 0           | 6 − 1                      |
| Totaal                                    | 1               | 1              | 0      | 0           | 6 − 1                      |

CBF · A-internationals · Braziliaans mannenelftal
1986 – 1999 · 2000 – 2009 · 2010 – 2019 · 2020 – 2029
Argentinië ·
Australië ·
Bolivia ·
Canada ·
Chili ·
China ·
Colombia ·
Costa Rica ·
Denemarken ·
Duitsland ·
Ecuador ·
Engeland ·
Equatoriaal-Guinea ·
Finland ·
Frankrijk ·
Ghana ·
Griekenland ·
Haïti ·
Hongarije ·
IJsland ·
India ·
Italië ·
Jamaica ·
Japan ·
Kameroen ·
Mexico ·
Nederland ·
Nicaragua ·
Nieuw-Zeeland ·
Nigeria ·
Noord-Korea ·
Noorwegen ·
Oekraïne ·
Panama ·
Paraguay ·
Peru ·
Polen ·
Portugal ·
Puerto Rico ·
Rusland ·
Schotland ·
Spanje ·
Thailand ·
Trinidad en Tobago ·
Uruguay ·
Venezuela ·
Verenigde Staten ·
Zambia ·
Zuid-Afrika ·
Zuid-Korea ·
Zweden ·
Zwitserland